# 亚历杭德拉·古利亚
亚历杭德拉·古利亚（西班牙語：Alejandra Gulla，1977年7月4日—），阿根廷女子曲棍球运动员。她曾代表阿根廷国家队参加2004年和2008年夏季奥林匹克运动会曲棍球比赛，获得二枚铜牌。